# تافراوت المولود
تافراوت المولود هي جماعة قروية في إقليم تيزنيت، بجهة سوس ماسة، في المغرب. وهي تضم .. نسمة، حسب الإحصاء العام للسكان والسكنى لسنة 2014.
يبعد مركز الجماعة عن مدينة تيزنيت بـ 65 كلم.

## دواوير الجماعة
- دوار أفانتمول
- دوار
- دوار
- دوار
- دوار
- دوار
- دوار

## التعليم
قائمة المؤسسات التعليمية في جماعة تافراوت المولود:
- مجموعة مدارس .. (المركزية: .. / الوحدات: ..)